# 팔기제
팔기제 또는 팔기(만주어: ᠵᠠᡴᡡᠨ
ᡤᡡᠰᠠ Jakūn Gūsa, 한국 한자: 八旗)는 청나라 시대 특유의 제도로, 만주족이 주도가 된 군사·행정 조직이며, 팔기에 속한 사람들을 일컬어 기인(旗人)이라고 한다. 그리고 이런 팔기제에서 포함된 군사조직을 팔기군(八旗軍)이라고 한다.
팔기제는 청의 태조로 여겨지는 누르하치가 17세기 초에 설립하였다고 전하며 청나라가 중원을 통일한 후 청의 제도의 중심으로 발전하였다. 초기의 팔기 제도는 만주족의 전통적인 군역 및 봉급지급의 단위, 장비의 관할권, 봉토의 관할권을 나누는 등, 주로 행정적 편의에 의해 나뉜 것이다. 누르하치는 1620년대 몽골의 여러 군대를 흡수 통합하면서 그들을 팔기에 포함시켰고, 나중에 중국 한족(漢族)의 군대를 팔기에 포함시켰으며, 이들을 8개의 깃발군이라는 뜻으로 팔기군(八旗軍)이라고 칭하였다. 최종적으로 팔기군이 확립된 것은 1642년이다. 만주와 몽골, 한족 각각에 팔기가 만들어져 "만주팔기", "몽고팔기", "한군팔기"로 불리었으며, 이런 식으로 하여 3개 민족공동체에 각 8개 깃발로 24개 깃발 체제가 갖추어졌다. 이들 팔기군 중 상위 3개의 깃발(정황기, 양황기, 정백기)을 단 부대는 황제의 직속부대이고 나머지 5개의 깃발을 단 부대는 여러 제후들의 관할이다. 중국을 정벌하는 기간 동안 팔기제는 점차 전문적이고 관료적인 기관으로 변모하였고, 그동안 팔기군은 녹영과 함께 청나라의 정규군으로서 강력한 영향력을 행사했다.
그러나 19세기 서양 열강이 침공하는 아편 전쟁, 잇달은 태평천국의 난을 거치면서 팔기군의 세력은 약화되고 대신 이홍장 세력이 실권을 잡았다. 청조가 붕괴한 1912년 들어서는 명목상으로만 존재하게 되었으며, 마지막 황제가 자금성에서 떠났던 1924년까지 기능하였다.

## 역사

### 창건 초기

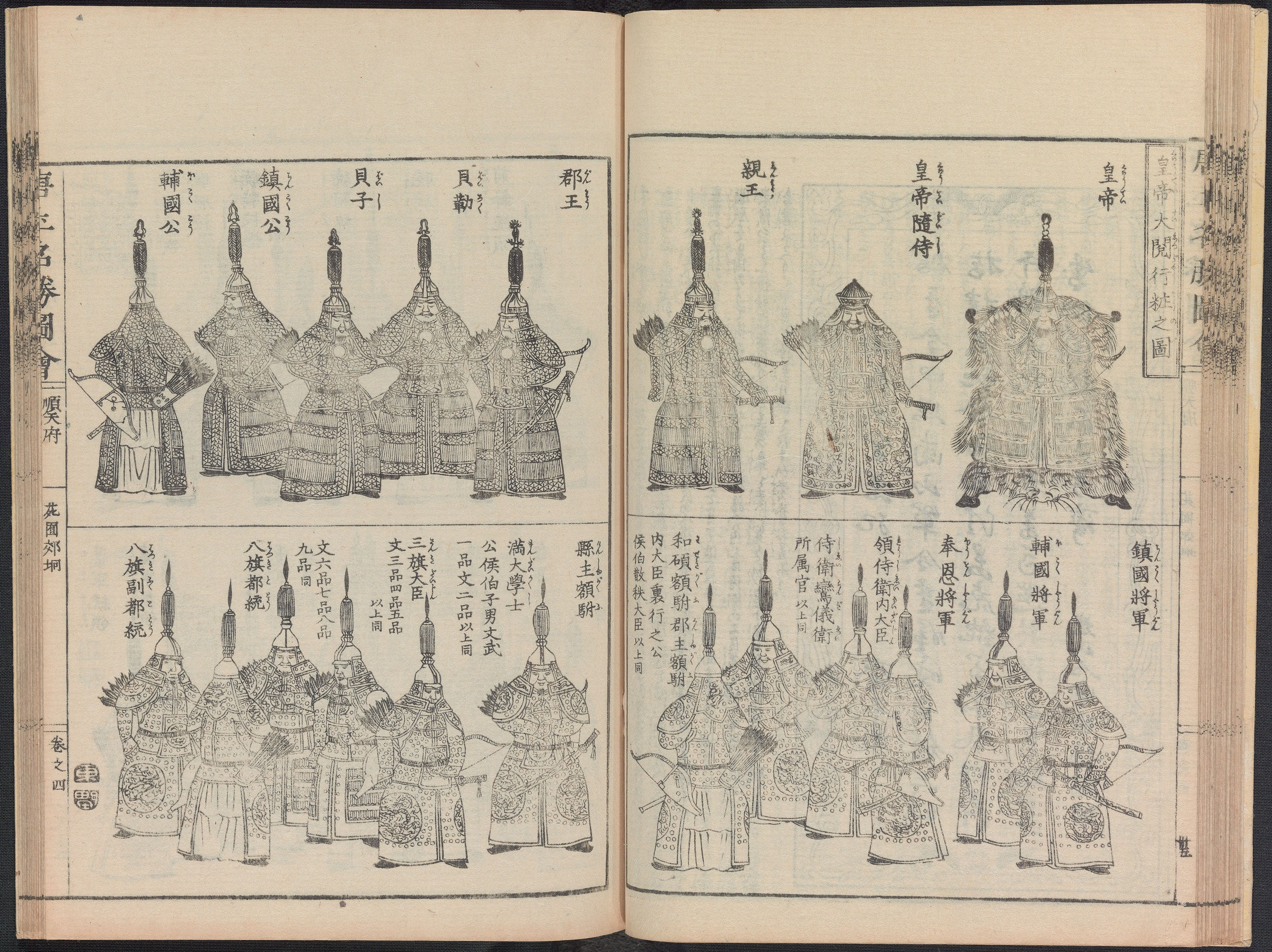
일본 에도 시대의 문헌인 『당토명승도회(唐土名勝図会)』에 실려 있는 팔기의 왕공대신들.

만주족 이전, 여진족은 이미 이와 비슷한 형태의 맹안모극(猛安謨克)이라는 제도를 가지고 있었는데 팔기제의 직접적인 시초는 니루어전(牛彔額眞, ᠨ᠋ᡳᡵᡠ
ᡝᠵᡝᠨ, niru ejen)으로, 명대 여진족들이 사냥을 앞두고 임시로 편성하던 십인총령(十人總領)을 의미한다. 1584년，건주좌위(建州左衛) 출신의 누르하치(努爾哈赤)가 일어나자 니루어전은 이후 한자로 좌령(佐領)으로 번역되고, 건주위 치하의 정식 관명이 되어 그 통할 규모도 300명으로 늘어나게 된다.
누르하치가 여진 각 부족을 정복하고 그들을 자신의 휘하로 흡수 합병하는 과정에서 좌령의 수도 늘었으며, 자발적으로 누르하치에게 내부해 온 부족에 대해서는 그 혈연 조직의 완전성 유지를 고려하여 예속하였다. 누르하치는 모든 니루마다 좌령 즉 니루장긴(牛彔章京, ᠨ᠋ᡳᡵᡠ
ᠵᠠᠩᡤᡳᠨ, niru janggin) 한 명씩을 두고 니루 장긴 다섯을 묶어서 참령(參領)이라고도 하는 잘란 장긴(甲喇章京, ᠵᠠᠯᠠ
ᠵᠠᠩᡤᡳᠨ, jala janggin) 한 명을 세우고 자라 장긴 다섯을 묶어서 하나의 구사(旗)로 삼아 한역으로는 도통(都統)이라고도 부르는 구사이 암반(固山昂邦, ᡤᡡᠰᠠ ‍ᡳ
ᠠᠮᠪᠠᠨ, gūsa i amban) 한 명을 두었다. 구사이 암반 위에는 각 구사의 기주(旗主)와 영주(領主)가 있었고，누르하치와 그 아들, 조카들이 맡아서 팔분왕공(八分王公)을 이루었다.
1615년에 건주위는 이미 예허를 제외한 모든 여진 부족을 병합한 데다 몽골, 한인들도 많이 팔기에 속해 있어, 휘하 니루는 이미 누르하치가 군사를 일으켰던 초기의 백 배 규모가 되어 있었다. 누르하치는 기존의 황, 백, 홍, 남색의 4개 기에 4기를 추가하고 원래의 4색으로 테두리를 두르게 했다. 원래 있던 4기는 정황(正黃), 정백(正白), 정홍(正紅), 정람(正藍)이라 하였고, 신설된 4기는 양황(鑲黃), 양백(鑲白), 양홍(鑲紅), 양람(鑲藍)으로 이들을 아울러 팔기의 규모를 갖추었다.
군사뿐 아니라 경제, 사회, 생산 등의 기능을 두루 갖추고 있었던 팔기는 만주족 나아가 청 왕조의 부상에 큰 영향을 미쳤다. 팔기는 군사조직일 뿐만 아니라 행정 조직으로서도 기능하였으며, 니루를 맡는 자들은 모두 팔기 사회 계층에 속한 부민으로, 통치자는 구사(旗)로써 그를 통제하고, 정령을 선포하였다. 팔기의 장사(將士)들은 나아가서는 병사가 되고 들어와서는 백성이 되는(出則爲兵, 入則爲民) 병농일치제 형태를 갖추고 있었으며, 전시에는 각 기에서 각 니루의 병정을 뽑아 출병시키고, 전시가 끝나면 바로 니루로 돌아가서 경작에 힘썼다. 팔기 제도는 또한 본래 각지에 흩어져 있어 서로 통합되지 않던 부민을 하나의 통일된 조직으로 통합하여, 구사(기) - 자라 장긴(참령) - 니루 장긴(좌령) 통치 시스템으로 질서 정연한 관리 패턴을 수립, 서로 다른 기에 속한 기인(旗人)들이 쉽게 분열되지 않는 하나의 전체적인 조직으로 만들었다.
팔기 성립 초기에는 기의 이름에 민족 속성에 의한 구분은 존재하지 않았는데, 홍타이지가 한으로 즉위한 뒤인 1629년에 처음으로 몽골인으로 구성된 2기가 기록에 등장한다. 1635년，후금이 차하르부를 정복한 뒤，수많은 몽골인 장정들을 부서를 나누어 대대적으로 재편성하고 몽골 좌령분속팔기(蒙古佐領分属八旗)라는 이름으로 조직하였다. 한족으로 구성된 한군(漢軍)의 경우 후금이 요심(遼瀋) 지역을 차지하고 피지배층으로 편입되게 된 현지 한족 군민들을 누르하치 재위 말년인 천명(天命) 후기에 노복(奴僕)의 형식으로 버일러(貝勒)와 대신(大臣)들에게 나누어 주었던 것을 홍타이지가 즉위한 뒤 이들을 니루 혹은 과거취사(科擧取士) 등으로 편성하는 방법으로 그들의 신분을 상승시켜주고 노복의 지위에서 벗어나게 해 주었으며 나아가 단독 호구(戶口)를 소유한 기적(旗籍)에 올려 주기도 하였다. 훗날 한군팔기(漢軍八旗)라 불리게 되는, 이들 한군이 단독으로 구사(旗)로 편성된 것은 1631년과 1637년의 일이며, 깃발의 색은 현청(玄靑)이었고 1639년에 다시 4개의 기로 나뉘어, 깃발의 색은 정청기와 황•백•홍 그리고 양청기 등이었다. 1642년 한군 4기 편제가 폐지되고 한군 니루 분속팔기(漢軍牛彔分屬八旗)로 조직되어 공식적으로 팔기의 구성원이 되었다. 민족 분포로 만주족, 몽골족, 한군(한족) 이렇게 세 가지로 구별되기에, 일부 사료에서는 팔기를 '24기'라고 부른 기록도 있다.，그러나 사실은 같은 색의 깃발 아래 소속되어 있는 만주, 몽골, 한군 3기는 하나로 연결되어 있었고, 같은 기주의 행정 관리를 받았다.
팔기 각 색깔의 서열은 연장자 또는 신분, 권력 교체 등으로 초반에 대체로 몇 차례 주요 변화가 있었다. 기존 문헌에는 최초로 정황, 상황, 정홍, 상홍, 상람, 정람, 정백, 상백 순서로 기록되어 있는데, 이는 누르하치가 정황, 양황 두 기를 직할로 거느리고, 암바 버일러(大貝勒)인 다이샨(代善)이 정홍, 양홍 두 기를, 제2버일러인 아민(阿敏)이 양람기, 제3버일러인 망굴타이가 정람기, 제4버일러인 홍타이지가 정백기, 누르하치의 장손인 두두(杜度)가 양백기를 거느리고 있었던 것에 기인하며, 이 경우 당시 기주들의 장유존비와 관련이 있다. 홍타이지 즉위 초에 양백기의 기주가 아지거, 도르곤으로 바뀌었고，이들은 모두 정백기의 기주인 두두보다 형이었으므로 정백기와 양백기의 서열이 바뀌게 되었다. 이후 홍타이지는 아민, 망굴타이 두 암바 버일러에 대해 거듭 정치적 타격을 입혔는데, 이로 인해 이들이 거느리고 있던 정람, 양람 두 깃발의 지위가 떨어졌고, 팔기의 서열도 하나의 두 개의 황색, 두 개의 홍색, 두 개의 백색, 두 개의 청색 순으로 재편되는 국면을 형성하였다. 청 숭덕(崇德) 8년에 홍타이지가 세상을 떠나고 섭정왕(攝政王)이 된 양백기의 기주 도르곤이 정백기(正白旗)의 기주 도도 깃발의 색을 서로 바꾸고, 아울러 같은 기를 거느리고 있던 아지그를 도도가 거느리고 있던 기로 편입시켰으며, 이로써 도르곤은 정백기 전체를 독점하며 전 구사(기)의 주인이 되었으며, 정백기의 지위는 종왕의 원로격이던 다이샨을 제치고 5위에서 3위로 올라가게 된다. 팔기의 순서는 이때부터 양황•정황•정백•정홍•양백•양홍•정람•양람으로 변경되어 청 왕조가 멸망하는 그날까지 더 이상 변동이 없게 되었다. 1650년에 황부(皇父)로까지 불리던 섭정왕 도르곤이 사망하고 순치제(順治帝)의 친정이 시작되었다. 순치제는 황권 강화를 위해 과거 도르곤 소속의 정백기를 순치제 자신이 직접 통솔하였고, 황제가 직접 통솔하던 양황•정황•정백의 3개를 상삼기(上三旗)라 하였으며, 황제의 호구는 양황기 안에 등록되어 있었으며 양황기의 제1참령과 제1좌령도 황제(순치제)가 맡아 양황기가 팔기의 필두격이 되었으며 여러 왕공(王公)과 버일러가 장악하고 있던 정홍•양백•양홍•정람•양람 다섯 구사(기)는 곧 하오기(下五旗)라 불리며, 정홍기는 예친왕(禮親王), 양백기는 숙친왕(肅親王), 양홍기는 극근군왕(克勤郡王), 정람기는 예친왕(豫親王), 양람기는 정친왕(鄭親王)이 그 기주가 되어 팔기의 서열 구별에 따라 기인이 전공을 세우거나 황실의 특별 은사에 따라 하오기에서 상삼기로 기적이 옮겨지는 경우를 합기(抬旗), 같은 색깔의 기나 다른 기 사이에서의 호구 전환은 개기(改旗)라 하였다.

### 청 왕조 시기

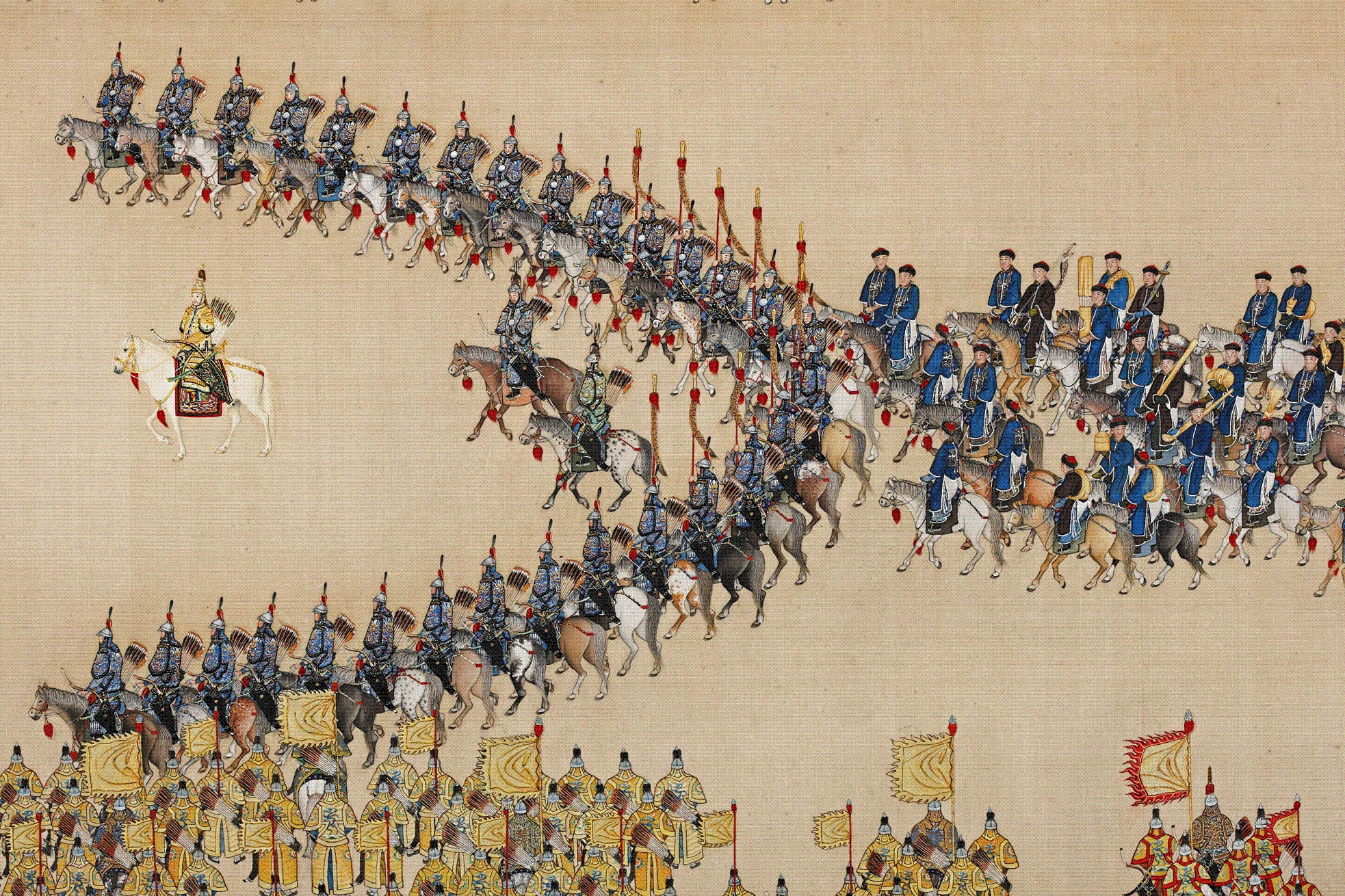
팔기 군사들을 사열하는 건륭제.

입관(入關) 즉 팔기군이 산해관을 넘어 옛 명 왕조의 수도 북경에 입성하기 전, 팔기 영주들에 대한 분봉제가 행해지고 있었기 때문에 각 기의 재물이든 사람이든 팔분(八分) 영주들에게는 사적인 성격이 더 강하였다. 그러나 친정 체제를 구축하고자 했던 순치제가 팔기 가운데 상삼기라 불리는 3개 기에 대해 황제가 직할 지배한다고 선언하면서 팔분은 와해되었다. 중앙집권을 강화하기 위하여, 청조 통치자는 기주와 팔분왕공에 속하는 팔기 영주의 각 기(구사) 내에서 가지고 있던 권력을 박탈하기 시작하였다. 순치 연간에 왕공에 대한 분봉(薪俸)을 행하는 것으로 팔기 기주들의 균분제가 폐지되었고, 팔기 버일러들이 모여 회의를 열어 정치를 결정하는 것도 폐지되었다. 이후 왕공의 본기 군대에 대한 통솔권도 약화되었다. 옹정(雍正) 연간에 이르러 옹정제는 중앙집권제를 더욱 강화하기 위해 유가(儒家)에서 말하는 '하늘에는 두 개의 해가 있을 수 없다'(天無二日, 나라에는 두 명의 군주가 있을 수 없다)는 논리를 내세워 윤지를 선포하고, 하오기(下五旗)의 기인 출신 관원들과 기주인 왕공、버일러 사이의 종속 관계를 완전히 폐지하고, 각기 그 휘하 포의(包衣)에 대한 직접 관할권만을 남겨두었다. 하오기 가운데에도 좌령을 나누고 황제가 직할 지배하였다. 기주는 그 기의 관원들을 임명할 권한마저 박탈당했고, 팔기의 도통은 강희(康熙) 연간에 소속 기를 뛰어넘은 인사 임명도 이루어졌는데, 이 또한 기존의 기주인 왕공들의 권한을 억누르기 위해서였다. 옹정 원년(1723년) 청 왕조는 수도 북경에 정식으로 팔기도통아문(八旗都統衙門)을 설치, 지난 백여 년간 팔기의 도통들이 각자 그 부(府)에서 일을 행하며 통합된 아문이 존재하지 않던 상황을 바꾸어 놓았다.
시정 방면에서는 청 왕조는 기민분치(旗民分治) 즉 기인과 일반 백성을 분리하는 정책을 채택하였다. 청 왕조의 한지(漢地) 지배는 기본적으로 명 왕조의 옛 제도를 따랐으나, 팔기는 행정 예속상 이러한 체계에서 독립한 것으로, 독자적인 관료 체계가 있어, 마치 '중국 내부에서 함축되어 존재하는 만주족 왕국'(中國之中涵一滿洲國)과도 같았다. 청 왕조는 팔기를 "국가의 근본 체계"(國家根本所系)라 부르며 교육, 과거, 관직 임용 등 정치, 경제 분야에서 모두 일정한 특권을 누렸다. 팔기의 자제들은 주로 갑옷을 입고 군대에 복무하는 것을 주요 직업으로 하였으며, 초기에는 모든 국민이 군대에 입대하여 평상시에 생산에 종사하고 전쟁시에 종군하였다. 입관 이후 중국 대륙에 대한 통치를 공고히 하는 동시에 팔기 장병의 후고를 해소하기 위하여 팔기 상비병제와 병향제도를 수립하였고, 이후 팔기병은 직업병으로 각지에 주둔하거나 전시에 출정하였다. 하지만 청의 병력 동원에는 언제나 정해진 수와 군량의 한도가 있었고, 팔기 인구가 늘어남에 따라 모든 사람이 무장하고 전쟁에 나갈 기회도, 갑옷을 입는 사람의 비율도 점차 줄어들었다. 한가한 기인들은 처음에 기지(旗地)를 나누어 받아 경작하였지만, 제도의 속박과 규제로 인해 기지 경작이 불편하였으므로 대부분 자신의 기지를 소작인에게 임대하거나 아예 팔아버리기까지 했으며, 이로 인해 일부 하층 기인들은 빈곤 상태에 빠졌다. 이로 인해 건륭(乾隆) 연간에 이러한 팔기들의 생계 문제가 가시화되기 시작하였고, 이를 완화하기 위해 일부 생계가 곤란한 한인들은 기적을 떠나서 일반 백성이 되기도 하였다. 이후 청 왕조의 역대 황제들은 경기(京旗) 자제 가운데 일부분을 그들의 발상지인 만주 지역으로 돌려보내서 개간에 종사하게 하기도 하였으나, 임시적인 방편일 뿐 근본적인 대책이 되지는 못하였다. 군복무 뿐만 아니라 출세를 바라고 학문의 길로 나서는 기인도 있었다. 교육 방면에서 팔기는 종학(宗學), 각라학(覺羅學), 각종 관학(官學) 등에서 팔기 자제들을 가르쳤다. 과거 외에도 팔기 자제들은 필첩식(筆帖式)•통역진사(翻譯進士)•시위(侍衛) 등의 특수한 경로로 벼슬길에 오르기도 하였다. 청 왕조의 통치자들은 관원을 임명함에 있어서 기결(旗缺), 한결(漢缺)의 구분을 두었는데, 기인은 한결을 보충할 수 있었지만 그 반대의 경우는 불가능하였다.

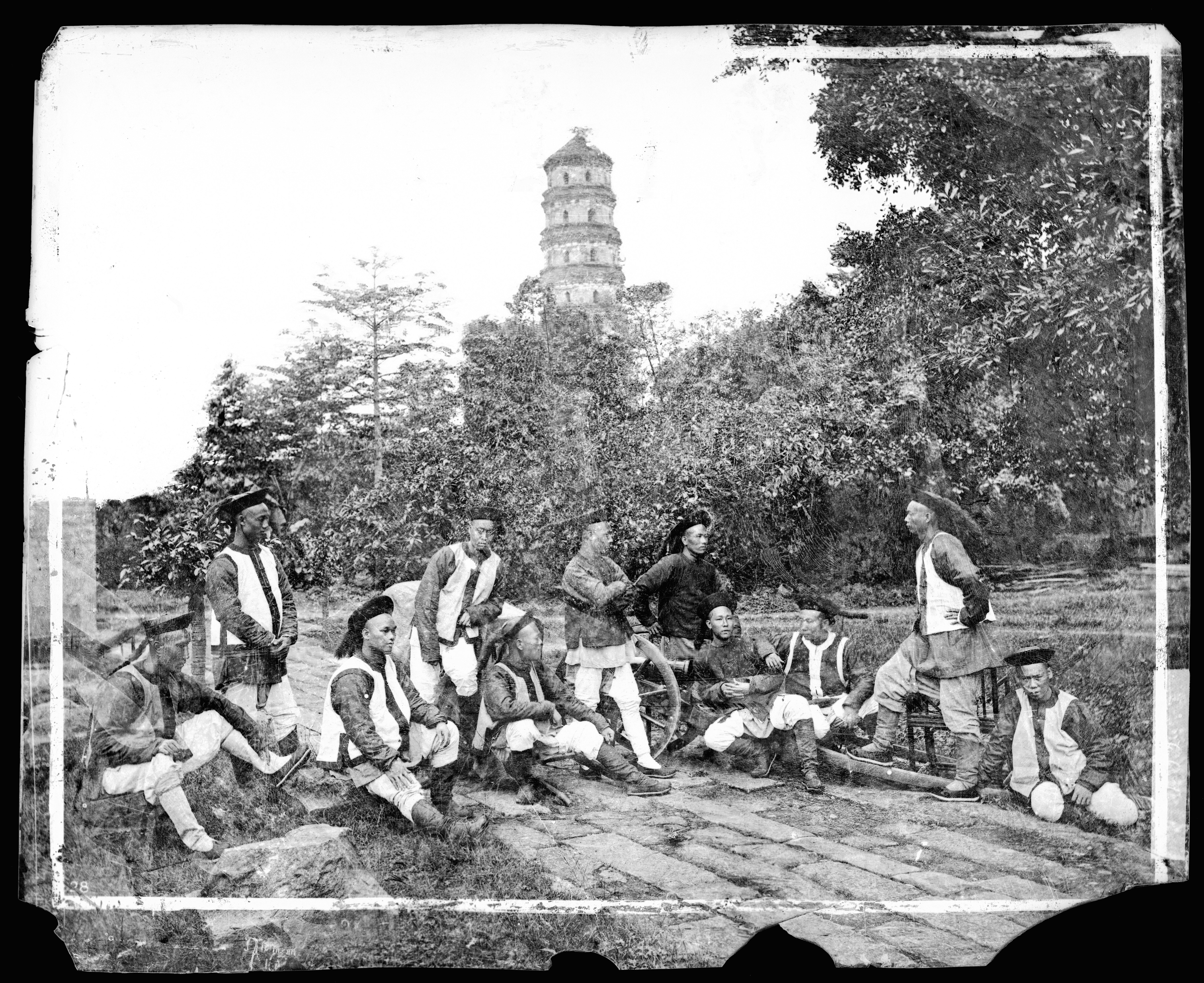
광주의 주방기병(1869년 촬영).

청 왕조 전기 다수의 팔기 자제의 생활은 보통 한인보다 수준이 높았지만 비교적 안일한 생활이 팔기 병사들의 훈련 소홀로 이어졌다. 청 왕조는 "국어(國語)•기사(騎射)" 등을 국책으로 삼아 만주족 고유의 언어와 문화를 잊지 않게 하려고 애썼지만, 건륭 연간에 경기 병사들과 각지 주방팔기에서 모두 그 군사 훈련이 소홀해지고 무예 수준도 저하되는 현상이 발견되며, 팔기 소속의 대신(大臣) 가운데서도 군사 업무를 아는 자가 갈수록 줄어들었다. 이런 상황들은 청 후기 상군(湘軍), 회군(淮軍) 등 지방 한인들이 무력으로 궐기할  기회를 주었다. 다른 한편으로 아편전쟁 이래 서구 열강들이 신무기와 전술로 중국의 문을 두드리는 와중에 청 왕조의 통치자들이 의지해 왔던 '기마 궁술'도 시대에 뒤떨어진 전술이 되었으며, 청 조정은 변화하는 흐름에 적응하고자 팔기를 개편하고 신식 육군을 건립해 일부 경기들을 육군 제1진으로 편성하기도 하였으나 효과를 거두지 못했다. 1907년, 청 조정은 기인과 일반 백성을 분리해 오던 정책을 폐지했고, 그로부터 4년 뒤에 신해혁명(辛亥革命)이 일어나 청 왕조는 멸망하였다.

### 신해혁명 이후
청 왕조의 마지막 황제인 선통제가 퇴위한 뒤, 팔기는 '청실우대조건(淸室優待條件)'의 일부분으로 그 직책과 기능을 유지할 수 있었다. 팔기아문(八旗衙門)은 중화민국(中華民國) 베이징(北京) 정부의 육군부 소속이 되어, 이 아문에서 기인에게 군비를 보내고 은을 풀어주는 등의 업무를 맡았다. 1924년의 베이징 정변 이후 기인에 대한 군비 지급이 정지되고 팔기는 껍데기밖에 남지 않게 되고 말았다. 1928년，국민혁명군(國民革命軍)의 북벌(北伐)이 성공하고 국민당 정부는 팔기아문을 정식으로 폐지하였다. 경기(京旗)를 제외하고 중국 동북 그리고 서북 지방의 주방팔기, 예를 들어 후룬베이얼(呼倫貝爾)의 쒀룬 팔기(索倫八旗)•부트하 팔기(布特哈八旗), 신장(新疆)의 시버잉(錫伯營) 등은 그 역사성을 들어 민국 시기에도 제도적으로 존속되었다.
1932년 후룬베이얼의 부도통아문(副都統衙門)과 부트하 팔기 등이 만주국(滿洲國) 정부에 의해 폐지, 개편되었다. 1938년，최후의 팔기 조직이었던 시버잉이 그 주둔지가 허난 현(河南縣)으로 바뀌고 신강 자치성 정부(新疆自治省政府)에 의해 철폐되었다.
청 중후반기 이래로 몽골과 한군 팔기의 기인들은 그 영향으로 인해 몽골인, 한족과는 언어나 풍습 등에서 차이가 컸고 오히려 만주 기인과 거의 일치했기에, 중화민국 시기에 이들은 거의 대부분이 문화적으로는 만주족으로 분류, 인식되었다. 이후 중화인민공화국 정부가 민족 식별을 진행하는 과정에서, 가문의 선대가 청대에 기적에 이름을 올리고 있었는가의 여부도 당대 만주족을 판정하는 중요한 참고 근거 중의 하나였다. 즉, 현대의 만주족은 주로 청대 팔기제 아래의 각 종족이 융합하여 형성된 새로운 민족 공동체라고 할 수 있는 것이다. 또한 기인은 만주족에 대한 별칭으로도 남아 있다.

## 조직

### 민족 구성
팔기는 전체적으로 만주, 몽골, 한군의 세 부분으로 나누어져 있지만, 구체적으로 말하자면 팔기에 있는 족속의 성분은 더욱 복잡하다. 주로 만주를 중심으로 한족, 몽골을 주체로 조선, 소론, 시버족, 회족 그리고 러시아인도 있었으며, 한때는 베트남인들이 팔기에 합류하기도 했다. 몽골인들은 주로 몽고팔기에 예속되어 있었으나 일부 만주팔기에 예속되어 있기도 하였다. 그리고 극히 일부, 명나라에서 관직을 지낸 적이 있는 자들은 한군 팔기에 예속되었다 고려(조선)인의 경우 주로 팔기만주기 분좌령 휘하에 속하였고, 나머지는 대부분 내무부 고려좌령 휘하의 포의 조직에 소속되어 있는 정신기인(正身旗人), 즉 팔기 안에 자신만의 독립된 호적을 가지고 있는 이들이었다.；소론、시버족은 주로 천총(天聰)•숭덕(崇德) 연간에 청나라 군대가 관에 들어온 후 팔기로 편입된 신만주인이었다.；회족 출신자들의 경우 주로 건륭 연간에 수도 북경으로 이주해 살았던 화탁(和卓)과 그 부하들이었다. 알바진인(阿爾巴津人)의 경우 순치•강희 연간에 청에 예속된 러시아인으로 청 조정은 이들을 상황기 만주 제4참령 제17좌령으로 두었으며 이들을 속칭 '아라사 좌령'(俄羅斯佐領)이라고 불렀다.

### 계층
팔기 내부의 다양한 인물들은 크게 외팔기인(外八旗人)과 포의(包衣) 그리고 기하가노(旗下家奴) 이렇게 세 가지로 나눌 수 있다. 외팔기(外八旗)는 곧 팔기 가운데 기분좌령(旗分佐領)으로 주로 관문에 들어가기 전의 자유민 계층 출신이며，팔기의 중견직이었다. 신분도 위로는 귀족과 명문 세가, 아래로는 보통의 팔기 자제에 이르며, 그밖에 중간에 많은 작위나 직책의 등급이 나뉘어 있지만 모두 이 계급에 속한다. 포의는 곧 황제, 기주, 종실 영주를 섬기는 가노와 그들이 거느린 장원의 장정이지만, 법적으로 천민의 신분이라는 규정이 없어 사실상 『대청율례(大淸律例)』의 양인에 해당한다. 내무부 및 대부분 5기의 포의들은 모두 정식 기인으로서, 독립된 호적을 가지고 있으며, 또 어떤 것은 자신의 부하인 가노를 소유하고 있다. 포의는 전공으로 또는 황실의 특별 은사로 인해 기분좌령(旗分佐領) 아래로 바뀌어 소속될 수 있는데, 이 또한 앞에서 설명한 합기(抬旗)의 일종이다. 기 아래의 가노는 곧 팔기 대신과 일반 기인의 집안에서 부리는 노복으로 독립된 호적 없이 주가에 소속되어 있었기 때문에 호하인(戶下人) 또는 팔기호하가인(八旗戶下家人) 등으로 불렸다. 기하가노는 『대청율례』에 정해진 천민의 지위에 속했으며 과거에 응시할 수도 관직을 얻어 출사할 수도 없었다. 청 초기에 일반 기병도 가노를 거느리고 있었으며 그들 중 많은 수가 함께 주인을 따라 참전하였다. 이들은 전공을 세운 뒤 독립해 호적을 얻을 수도 있었지만(이들을 개호인開戶人이라고 불렀다), 여전히 여느 기인과 달리 선발에서 최하급의 군사 보직만 맡을 수 있었다. 청 중후기에 팔기의 생계 문제가 부각되어, 많은 가노들이 한인들에게 보내지거나 팔리면서 기인들은 가노를 소유하지 않게 되었다. 많은 개호인들이 또한 건륭제에 의해 기적에서 방출될 것을 명령받았지만, 여전히 일부 개호인 가노들은 세월이 오래되어 그 출처를 알 길이 없어 정식 기인의 반열에 올랐다.

### 지역

#### 금려팔기(禁旅八旗)

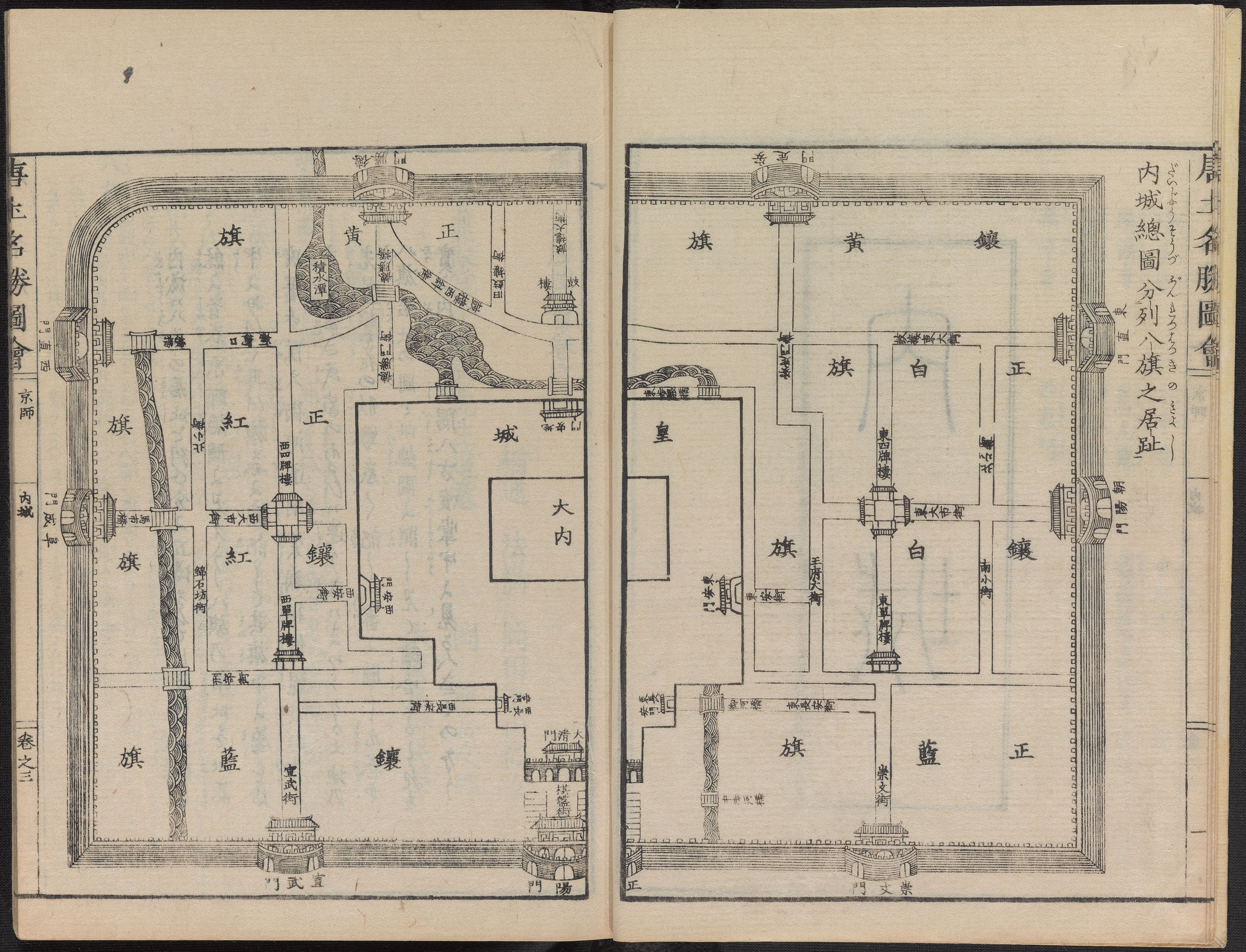
팔기의 주둔 지역을 그린 북경내성도(北京內城圖), 출처 『당토명승도회』.

청 왕조가 수도로 정한 북경은 곧 팔기의 대본영이기도 했다. 북경에 주둔하고 있는 팔기(八旗) 군대는 '금려팔기'로 불리고, '경려팔기'(勁旅八旗) 또는 '경기'(京旗)라고도 했다. 청 조정은 북경성에서 기민분성(旗民分城), 즉 기인과 일반 백성을 분리시켜 거주하게 하였고, 대본영의 계획에 따라 북경 내성(內城), 황성(皇城) 이외의 지역에 팔기를 좌우로 나누어 주둔시켰다. 좌익 4기의 경우 양황기는 성 동북쪽 안정문(安定門) 내에 주둔하였고 거기서부터 남쪽으로 내려와 정백기가 동직문(東直門) 내에 주둔하고, 양백기는 조양문(朝陽門) 안에, 정람기는 숭문문(崇文門) 안에 주둔하였다. 우익 4기의 경우 정황기는 성 서북부 덕승문(德勝門) 안에 주둔하였고, 그로부터 남쪽으로 내려와 정홍기가 서직문(西直門) 내에 주둔하였고, 양홍기는 부성문(阜成門) 안, 양람기는 선무문(宣武門) 안에 주둔하였다. 이후 총지휘부로써의 북경성의 성격은 약해졌지만 각 기(旗) 주방구역은 전혀 바뀌지 않았다. 각 기의 장병은 행정상 모두 그 기의 도통아문 직할이었고, 전쟁이 있으면 출정하고 전쟁이 끝나면 즉시 경사로 돌아와 청 왕조의 군사력의 근본이 된다.청말에는 금려팔기 직책을 가진 군관 6,680명, 병사 120,309명이 있었다.
금려팔기는 군사 체제상 또한 병종에 따라 독립적으로 군영이 짜여져 있었고, 친군(親軍)•효기(驍騎, 기병)•전봉(前鋒)•호군(護軍)•보군(步軍, 보병):112으로 나뉘어 있었다. 그 가운데 효기영(驍騎營)•호군영(護軍營)•보군영(步軍營)은 모두 기(旗)에 따라 나누고 전봉영은 좌우로 나누었고, 이 가운데 호군영과 전봉영은 평소에 궁금(宮禁)을 지키고, 황제가 외출할 때 행영(行營)을 호위하던 팔기병의 정예였다. 또한 이들 영내에서 또 인원을 뽑아 신기영(神機營, 화약 무기)를 두고, 전봉영 내에서 사람을 뽑아 건예영(健銳營)·효기영의 한군 가운데서 창영(槍營)·포영(炮營)·등패영(藤牌營) 등을 두었으며，만주인과 몽골인으로 화기 사용을 익힌 병사들을 뽑아 화기영(火器營)을 설치하였고 이들을 특종병(特種兵)이라고 불렀다.:112

#### 주방팔기(駐防八旗)

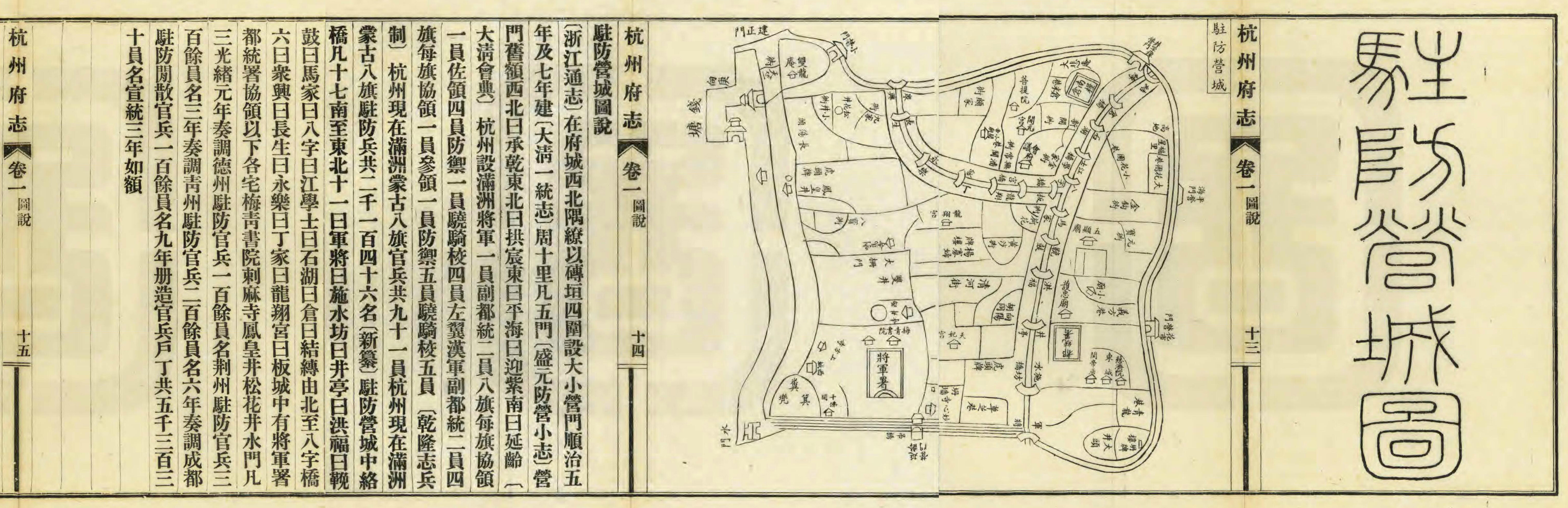
항주성(杭州城) 서쪽 전당문(錢塘門)과 용금문(涌金門) 사이에 위치해 있었던 주방영성(駐防營城, 속칭 만성滿城)의 지도. 항주의 주방팔기는 순치 5년(1648년)에 처음으로 설치되었다.

청 왕조는 한족에 비해 소수의 인원으로 넓은 중국 대륙을 지배하기 위해 거점 중심의 지배 방식을 택했고, 일부 기병을 전국적으로 배치하여 주둔하게 하였다. 이를 주방팔기(駐防八旗)라 하였다. 주방팔기는 순치 연간에 시작되었으며, 강희 · 옹정 두 황제 시기에 개척되고, 건륭 연간까지 제도 정비가 이루어졌다. 각지의 팔기 주방의 경우 순치 연간 1천5천여 명에 불과했으나 강희, 옹정 시대를 거쳐 점차 9천여 명이 되고 청 왕조 중엽에는 10만여 명으로 늘어났으며 그 병력은 대체로 경기(금려팔기)와 비슷한 수준으로 청 말까지 계속되었다.
강희에서 건륭 연간에 이르기까지 팔기는 만주 주둔지의 경우 15군데에서 44군데로, 각 성의 주둔지에서는 9군데에서 20군데로 늘어났고, 건륭 연간에 신강에 8군데를 신설하였다. 그 가운데 동북 지역에 배치된 병력은, 주둔 방위 팔기 총수의 약 절반을 차지하며, 북경이 위치한 기보(畿輔) 즉 경기 지역의 주둔 팔기는 또 동북 지역 이외의 주방팔기 총수의 과반수를 차지한다. 이에 비해 각 성에서 팔기가 주둔하고 있는 곳은 1개에서 3개 성에 불과했다. 그 중에서도 장강 이북이 비교적 많으며, 호남(湖南)•강서(江西)•광서(廣西)•귀주(貴州) 등은 주둔해 있지 않았다. 내지에서의 경비 임무는 주로 60여만 명에 이르는 녹기병(綠旗兵)이 맡고 팔기주방은 이들을 감시하는 형태였다.
주방팔기병은 전국 70여 곳의 중요 도시와 수륙의 요충지에 주둔하면서 필요에 따라 각각 방위장군, 도통, 부도통, 또는 성수위(城守尉), 수비위(防守尉)만을 그 통령으로 두었으며, 청 왕조가 중국 전역을 장악하는 중요한 힘이 되었다. 청 조정은 만주 지역을 제외한 팔기 주둔지에서도 북경에서와 마찬가지로 기민분치 정책을 실시하였는데, 이곳에 만성(滿城)을 쌓아서 관리하도록 하였으며, 동시에 가능한 현지 한인에 의해 동화되지 않도록 하였다.
옹정제는 일찍이 "주방의 땅은 출차된 곳일 따름으로 경사가 그들의 고향 땅이다"(駐防之地, 不過出差之所, 京師乃其鄉土)라고 말한 바 있다. 각지에 주둔한 주방팔기 소속 병정들은 처음에는 금려팔기 각 좌령들이 인솔하여 파견되었으며, 다른 기(旗), 좌(佐)의 병사들이 주둔지에 새로운 좌령을 구성하였다. 그러나 그들의 호적은 여전히 원래 소속된 좌령에 두고 있었으므로, 청 왕조 초기에도 주방팔기에 속한 사람들은 북경을 그들의 고향으로 여겼다. 주방팔기 제도가 고착화됨에 따라, 주방팔기 기인의 호적은 여전히 원래 기인의 도통아문에 속하지만, 본래 좌령과의 관계는 점차 약화되어, 주둔 지역에 새로운 기인 집단이 형성되었다. 주방팔기제도의 실시는 만주족의 분포지를 넓히고 동시에 소규모 취거의 특징을 전국 각지로 분산시켰다. 남쪽으로 광주(廣州), 북에서 아이훈, 서쪽으로 이리까지 이르렀으며, 주방팔기가 가장 많이 모인 곳은 수도 북경 시내 안팎과 기보라고 불린 북경 인근 지역이었다.

### 청 왕조 말기의 팔기군 개황
| 명칭                                    | 명칭            | 기 | 청 말기 병력                                  | 총인구       | 기주(旗主)                        | 저명인물               | 비고 |
| --------------------------------------- | --------------- | -- | --------------------------------------------- | ------------ | --------------------------------- | ---------------------- | --- |
| 쿠부허 솨얀 구사 (ᡴᡠᠪᡝᡥᡝ ᡧᡠᠸᠠᠶᠠᠨ ᡤᡡᠰᠠ)  | 양황기 (鑲黃旗) |    | 84개 니루, 2개 반분(半分)니루, 병력 약 2만6천 | 약 13만명    | 황제(황실 친위군)                 | 서태후                 | 팔기의 필두이며, 상삼기(上三旗)의 우두머리                                                                                            |
| 굴루 솨얀 구사 (ᡤᡠᠯᡠ ᡧᡠᠸᠠᠶᠠᠨ ᡤᡡᠰᠠ)      | 정황기 (正黃旗) |    | 92개 니루, 2개 반분니루, 병력 약 3만          | 약 15만명    | 황제(황제 친속 부대)              | 색니                   | 상삼기의 하나, 팔기군 중 최다인구 보유                                                                                                |
| 굴루 샹갼 구사 (ᡤᡠᠯᡠ ᡧᠠᠩᡤᡳᠶᠠᠨ ᡤᡡᠰᠠ)     | 정백기 (正白旗) |    | 86개 니루, 병력 약 2만6천                     | 약 13만명    | 황제(황실 친위병의 경호군)        | 도르곤, 용골대, 조설근 | 도르곤이 자신 휘하의 정백기를 상삼기로 승격하고, 정람기를 하오기로 강등하였으며, 그가 죽은 뒤 청 황제가 친히 이끌었다. 상삼기의 하나. |
| 굴루 풀갼 구사 (ᡤᡠᠯᡠ ᡶᡠᠯᡤᡳᠶᠠᠨ ᡤᡡᠰᠠ)     | 정홍기 (正紅旗) |    | 74개 니루, 병력 2만3천                        | 약 11만5천명 | 예친왕(禮親王) 순승군왕           | 다이샨                 | 하오기(下五旗)의 우두머리 |
| 쿠부허 샹갼 구사 (ᡴᡠᠪᡠᡥᡝ ᡧᠠᠩᡤᡳᠶᠠᠨ ᡤᡡᠰᠠ) | 양백기 (鑲白旗) |    | 84개 니루, 병력 2만6천                        | 약 13만명    | 숙친왕                            | 선기(善耆)             | 하오기의 하나 |
| 쿠부허 풀갼 구사 (ᡴᡠᠪᡠᡥᡝ ᡶᡠᠯᡤᡳᠶᠠᠨ ᡤᡡᠰᠠ) | 양홍기 (鑲紅旗) |    | 86개 니루, 병력 2만6천                        | 약 13만명    | 극근군왕(克勤郡王) 장친왕(莊親王) | 진비(珍妃)             | 하오기의 하나 |
| 굴루 라문 구사 (ᡤᡠᠯᡠ ᠯᠠᠮᡠᠨ ᡤᡡᠰᠠ)        | 정람기 (正藍旗) |    | 83개 니루, 11개 반분니루, 병력 2만6천         | 약 13만명    | 예친왕(豫親王) 예친왕(睿親王)     | 숭기(崇綺)             | 처음에는 상삼기의 하나였으나, 정백기가 승격된 뒤 하오기로 격하됨                                                                      |
| 쿠부허 라문 구사 (ᡴᡠᠪᡠᡥᡝ ᠯᠠᠮᡠᠨ ᡤᡡᠰᠠ)    | 양람기 (鑲藍旗) |    | 87개 니루, 1개 반분니루. 병력 2만7천          | 약 13만5천명 | 정친왕(鄭親王)                    | 서태후(양황기로 이적)  | 하오기의 하나 |

## 같이 보기
- 청군
- 기 (행정 구역)
- 한군팔기

## 참고 자료
- 北京市档案馆 (2007). 《《北京档案史料 3-4卷》》. 北京档案史料编辑部.
- 辞海编辑委员会 (1979). 《《辞海：词语分册 卷2》》. 上海辞书出版社.
- 定宜庄 (1999). 《《满族的妇女生活与婚姻制度研究》》. 北京大学出版社. ISBN 9787807225638.
- 定宜庄 (1998). 《《清代八旗驻防研究》》. 辽宁民族出版社. ISBN 9787806447383.
- 杜家骥 (2008). 《《八旗与清朝政治论稿》》. 人民出版社. ISBN 9787010067537.
- 杜家骥 (1997). 《《清朝简史》》. 福建人民出版社. ISBN 7-211-02716-9.
- 鄂尔泰等 (1985). 《《八旗通志初集》》. 东北师范大学出版社.
- 《鄂温克族自治旗概况》编写组 (2008). 《《鄂温克族自治旗概况》》. 民族出版社. ISBN 9787105085972.
- 福格 (1984). 《《听雨丛谈》》. 中华书局. ISBN 9787101016987.
- 弘昼等 (2002). 《《八旗满洲氏族通谱》》. 辽海出版社. ISBN 9787806691892.
- 嵇南; 吴克尧 (1990). 《《锡伯族》》. 民族出版社.
- 蒋良骐 (1980). 《《东华录》》. 中华书局.
- 金光平; 金启孮; 乌拉熙春 (1996). 《《爱新觉罗氏三代满学论集》》. 远方出版社. ISBN 9787805951485.
- 金启孮 (2009). 《《金启孮谈北京的满族》》. 中华书局. ISBN 9787101068566.
- 金受申 (1999). 《《北京通》》. 大众文艺出版社. ISBN 9787800946578.
- 李林 (2006). 《《满族宗谱研究》》. 辽宁民族出版社. ISBN 9787807221715.
- 李燕光; 关捷 (2003). 《《满族通史》》. 辽宁民族出版社.
- 李治亭 (1997). 《《爱新觉罗家族全书》》. 吉林人民出版社. ISBN 9787206026461.
- 刘小萌 (2008). 《《清代八旗子弟》》. 辽宁民族出版社. ISBN 9787807225638.
- 满族简史编写组 (2009). 《《满族简史》》. 民族出版社. ISBN 9787105087259.
- 孟森 (2010). 《《清史讲义》》. 中华书局. ISBN 9787101069457.
- 吴元丰; 赵志强 (2008). 《《锡伯族历史研究》》. 辽宁民族出版社. ISBN 9787807225539.
- 阎崇年 (2006). 《《努尔哈赤传》》. 北京出版社. ISBN 9787200016598.
- 张佳生 (2008). 《《八旗十论》》. 辽宁民族出版社. ISBN 9787807226093.
- 昭梿 (1980). 《《啸亭杂录》》. 中华书局. ISBN 9787101017519.
- 赵尔巽 等 (1998). 《《清史稿》》. 中华书局. ISBN 9787101007503.
- 郑天挺 (1989). 《《清史（上编）》》. 天津人民出版社.
- 郑天挺 (2009). 《《探微集》》. 中华书局. ISBN 9787101069853.
- 仲高; 贺灵; 佟克力 (2008). 《《锡伯族民间信仰与社会》》. 民族出版社. ISBN 9787105095087.
- 《《满文老档（译著）》》. 中国第一历史档案馆 译. 中华书局. 1980. ISBN 9787101005875.
- 中国社会科学院近代史研究所政治史研究室 (2011). 《《清代满汉关系研究》》. 社会科学文献出版社. ISBN 9787509725917.
- 中国社会科学院历史研究所 (1990). 《《中国史研究 1-4》》. 中国社会科学出版社.
- 中国社会科学院语言研究所词典编辑室 (2005). 《《现代汉语词典》》. 商务印书馆. ISBN 9787100043854.
- 中华书局 (1985). 《《清实录》》. 中华书局.
- 朱诚如 (2002). 《《清朝通史》》. 紫禁城出版社.
- Elliott, Mark C. (2001). 《The Manchu Way: The Eight Banners and Ethnic Identity in Late Imperial China》. Stanford University Press. ISBN 0-8047-4684-2.